# Großfleck-Ginsterkatze
Die Großfleck-Ginsterkatze oder Großfleckgenette (Genetta fieldiana, Synonym: Genetta maculata) ist eine Raubtierart aus der Familie der Schleichkatzen (Gattung Ginsterkatzen). Sie kommt in einem großen Verbreitungsgebiet in Afrika südlich der Sahara vor. Die Tiere sind in der Regel Einzelgänger und ernähren sich vorwiegend räuberisch.

## Merkmale
Die Großfleck-Ginsterkatze erreicht eine Kopf-Rumpf-Länge von 44,3 bis 52,1 Zentimeter bei den Männchen und 41,1 bis 49,9 Zentimeter bei den Weibchen. Die Schwanzlänge ist bei beiden Geschlechtern etwa gleich und reicht von 39,5 bis 54 Zentimeter. Die Art ist schlank gebaut und besitzt ein sehr kurzes Fell, das in seiner Färbung stark variieren kann. Die Grundfarbe reicht von blassgelb und sandbraun über rotbraun bis graugelb, der Bauch ist weißgrau bis blassgelb. Der Körper besitzt eine für die Ginsterkatzen typische Zeichnung aus dunklen Streifen und Flecken. Die Flecken sind schwarz bis dunkel-rotbraun und variieren in ihrer Größe und Form, sie gehen in der Regel nicht ineinander über. Die Nackenstreifen sind gut ausgebildet und die von der Schulter bis zum Schwanzansatz durchgehende Mittellinie entlang der Wirbelsäule entspricht in ihrer Färbung der Fleckenfarbe. Die Haare an der Linie sind kurz und bilden keinen Dorsalkamm entlang der Wirbelsäule. Der Schwanz ist geringelt gemustert mit sieben bis neun hellen und dunklen Ringen, wobei der Anteil der hellen Ringe etwa 50 bis 75 % der Breite der dunklen Ringe ausmacht. Die Schwanzspitze ist dunkel. Die Hinter- und Vorderbeine sind deutlich gefleckt, der hintere Bereich der Hinterpfoten ist mit dichtem dunklen Haar bedeckt.
Das Gesicht ist ebenfalls deutlich gezeichnet. Es besitzt eine gut ausgebildete, dunkle Maske und eine dunkle Linie im Bereich der Schnauze sowie weiße Flecken unterhalb und oberhalb der Augen.

## Verbreitung und Lebensraum

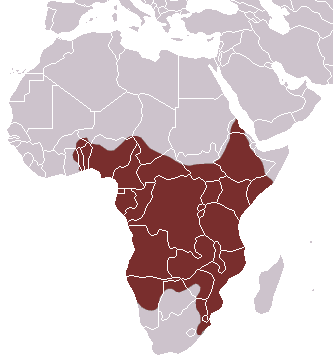
Verbreitungsgebiet der Großfleck-Ginsterkatze

Die Großfleck-Ginsterkatze ist über ein großes Gebiet in Afrika südlich der Sahara verbreitet. Das Verbreitungsgebiet reicht vom Volta in Westafrika bis Eritrea und Somalia sowie nach Süden bis Zentral-Namibia und KwaZulu-Natal in Südafrika.
Die Lebensräume der Art sind vielfältig und umfassen tropischen Regenwald, Sumpfgebiete, offene und geschlossene Waldgebiete und grasbestandene Savannen. Dabei sind die Tiere auch in landwirtschaftlich genutzten Gebieten und in der Nähe von menschlichen Ansiedlungen zu finden. Sie meiden hingegen trockene Regionen wie die Trockensavanne und Wüstengebiete.

## Lebensweise
Die Großfleck-Ginsterkatze ist weitgehend nachtaktiv, seltener jedoch auch am Tag. Die Ruheplätze befinden sich in Bäumen, Höhlungen und Höhlen, unter Wurzeln und in anderen Verstecken. Auch verlassene Bauten von Erdferkeln oder Kaninchen sowie von Menschen gebaute Unterschlüpfe werden genutzt. Im Normalfall sind die Tiere Einzelgänger, die sich nur zur Paarungs- und Aufzuchtszeit zu Paaren zusammenschließen. Die Reviere werden mit Urin und Faeces markiert, auch Kratzer an Bäumen erfüllen diese Rolle.

### Ernährung
Die Großfleck-Ginsterkatze ernährt sich vor allem räuberisch, nimmt jedoch zusätzlich und regional unterschiedlich auch vegetarische Nahrung wie Früchte und Samen zu sich. Als Beutetiere werden kleine Säugetiere, Vögel und ihre Eier, Reptilien und Amphibien, Fische, Schnecken und Muscheln, Hundertfüßer, Spinnen, Skorpione und Insekten gefangen und verzehrt. Die konkrete Zusammensetzung kann dabei regional sehr stark unterschiedlich sein.
Die Tiere nähern sich ihrer Beute vorsichtig an und fangen sie dann mit einem Sprung. Die Tötung erfolgt durch mehrere rasch hintereinander erfolgende Bisse direkt nachdem die Beutetiere gefangen wurden.

### Fortpflanzung
Vor der Paarung suchen die Männchen nach Weibchen und beschnüffeln diese im Bereich der Vulva, wobei sie flehmen. Anschließend verfolgt das Männchen das Weibchen und stößt dabei knurrende und keuchende Rufe zur Werbung aus. Zu Beginn der Partnerschaft dreht sich das Weibchen noch weg und senkt die Hinterbeine und den Schwanz, bevor es flieht. Gelegentlich beantwortet es die Rufe des Männchens und erlaubt ihm engeren Körperkontakt. Wenn es bereit für eine Paarung ist, beriechen sich beide Partner im Bereich des Gesichts und der Genitalien und reiben die Wangen aneinander. Das Weibchen hebt seinen Schwanz und hockt sich breitbeinig mit erhobenem Hinterleib. Das Männchen besteigt das Weibchen von hinten und greift ihm um die Brust. Die Begattung dauert etwa fünf Minuten, danach steigt das Männchen vom Weibchen, das sich dann manchmal auf den Rücken rollt.
Die Tragzeit dauert 70 bis 77 Tage, bevor das Weibchen in einem hohlen Baum, einem Blattnest oder in einer Hütte einen Wurf aus zwei bis fünf Jungtieren zur Welt bringt. Die Jungtiere werden regional zu unterschiedlichen Zeiten zur Welt gebracht. In Kenia wurden zwei Hauptwurfzeiten im Oktober bis Dezember und im März bis Mai festgestellt, in anderen Gebieten liegen diese teils früher oder später. Die Jungtiere sind bei der Geburt blind und besitzen ein kurzes Fell, nach etwa 10 Tagen öffnen sie die Augen. Die ersten Eckzähne brechen nach etwa vier Wochen durch. Mit etwa sechs Wochen nehmen die Jungtiere feste Nahrung auf und nach etwa 28 Wochen sind sie in der Lage, kleine Beutetiere zu fangen und zu töten.

## Systematik
Die Großfleck-Ginsterkatze wird als eigenständige Art den Ginsterkatzen (Gattung Genetta) zugeordnet, die nach aktuellem Stand aus 14 Arten besteht. Die Art wurde in der Vergangenheit mehrfach mit anderen Arten wie der Südlichen Großfleckginsterkatze (Genetta tigrina) und der Pardelgenette (Genetta pardina) synonymisiert.
Wilson & Reeder 2005 unterscheidet keine Unterarten, Jennings & Veron 2009 beschreibt dagegen vier Unterarten:
- Genetta maculata maculata in Äthiopien und Eritrea
- Genetta maculata letabae in West-, Zentral- und Ostafrika sowie in Angola, Nordost-Namibia, Botswana und Südwest-Sambia
- Genetta maculata mossambica in Mosambik und Südafrika
- Genetta maculata zambesiana in Malawi und Simbabwe

Die Großfleck-Ginsterkatze wurde 1830 durch den britischen Zoologen John Edward Gray unter der Bezeichnung Viverra maculata erstmals wissenschaftlich beschrieben, später jedoch der Gattung Genetta zugeordnet, die schon 1816 durch den französischer Naturforscher Georges Cuvier eingeführt worden war. Über 150 Jahre lang war damit Genetta maculata die gültige wissenschaftliche Bezeichnung der Art. Der Name ist jedoch durch Viverra maculata Kerr, 1792 (Riesenbeutelmarder (heute Dasyurus maculatus)) präokkupiert und kann deshalb gemäß der Prioritätsregel der biologischen Nomenklatur nicht für die Großfleck-Ginsterkatze verwendet werden. Als verfügbarer Name stand Genetta fieldiana zur Verfügung, der 1860 durch den französischen Afrikaforscher Paul Belloni Du Chaillu geprägt wurde. Obwohl es Bestrebungen gab, den Namen Genetta maculata für die Großfleck-Ginsterkatze zu erhalten, entschied die Internationale Kommission für Zoologische Nomenklatur, dass Viverra maculata Gray, 1830 ein Homonym von Viverra maculata Kerr, 1792 ist. Genetta fieldiana ist somit die gültige wissenschaftliche Bezeichnung für die Großfleck-Ginsterkatze. Die wissenschaftlichen Namen der vier Unterarten gelten heute als Synonyme von Genetta fieldiana. Ein weiteres Synonym ist Genetta rubiginosa.

## Bedrohung und Schutz
Aufgrund des großen Verbreitungsgebietes, des Vorkommens in unterschiedlichen Lebensräumen und derzeit fehlender ernsthafter Gefährdungen stuft die International Union for Conservation of Nature and Natural Resources (IUCN) die Art als nicht gefährdet ein.
Regional werden die Tiere als „bushmeat“ gejagt und gehandelt, zudem sind sie teilweise als Hühnerdiebe verschrien und werden deshalb von Landwirten mit Gift oder Fallen getötet.

## Belege
1. 1 2 3 4 5 6 7 8 9 10 11 12 13  P. Jennings, G. Veron: Family Viverridae (Civets, Genet and Oyans). In: Don E. Wilson, Russell A. Mittermeier (Hrsg.): Handbook of the Mammals of the World. Volume 1: Carnivores. Lynx Edicions, 2009, ISBN 978-84-96553-49-1, (S. 221).
2. 1 2  Philippe Gaubert, Peter J. Taylor, Geraldine Veron: Integrative taxonomy and phylogenetic systematics of the genets (Carnivora, Viverridae, Genetta): a new classification of the most speciose carnivoran genus in africa. DOI: 10.1007/0-387-24320-8_37 In: B.A. Huber, B.J. Sinclair, K.-H. Lampe African Biodiversity: Molecules, Organisms, Ecosystems. Proceedings of the 5th International Symposium of Tropical Biology, Museum Koenig, Bonn 2005.
3. 1 2 3 4  Genetta maculata in der Roten Liste gefährdeter Arten der IUCN 2011.2. Eingestellt von: P. Gaubert, A. Dunham, M. Hoffmann, 2008. Abgerufen am 24. April 2012.
4. 1 2  Don E. Wilson & DeeAnn M. Reeder (Hrsg.): Genetta maculata in Mammal Species of the World. A Taxonomic and Geographic Reference (3rd ed).
5. ↑  J. E. Gray (1830): Spicilegia zoological; or original figures and short systematic descriptions of new and unfigured animals. London, 2:9-12 [1830]
6. ↑  R. Kerr (1792): The animal kingdom or zoological system, of the celebrated Sir Charles Linnaeus. Class I. Mammalia. A. Strahan and T. Cadell: London; W. Creech: Edinburgh.
7. ↑  Paul Belloni Du Chaillu (1860): Descriptions of five new species of mammals discovered by him in western equatorial Africa. Proceedings of the Boston Society of Natural History, Band 7, S. 358–367
8. ↑  P. Gaubert, M. Tranier, G. Veron, D. Kock, A. E. Dunham, P. J. Taylor, C. Stuart, T. Stuart, W.C. Wozencraft (2003). Viverra maculata Gray, 1830 (currently Genetta maculata; Mammalia, Carnivora): proposed conservation of the specific name. Bulletin of Zoological Nomenclature, 60(1), 45-47.
9. ↑  Peter Grubb (2004): Comment on the proposed conservation of Viverra maculata Gray, 1830 (currently Genetta maculata; Mammalia, Carnivora). Bulletin of Zoological Nomenclature 61(2):119-122.
10. ↑  International Commission on Zoological Nomenclature. 2007. Opinion 2183 (Case 3204). Viverra maculata Gray, 1830 (currently Genetta maculata; Mammalia, Carnivora): specific name not conserved. Bulletin of Zoological Nomenclature 64(3):205-206.
11. ↑  Genetta fieldiana Du Chaillu, 1860 in der Mammal Diversity Database